# Léon Jenouvrier
Léon Jenouvrier, né le 12 octobre 1846 à Antrain (Ille-et-Vilaine) et mort le 1er novembre 1932 à Rennes (Ille-et-Vilaine), est un homme politique français.

## Biographie
Léon Charles Louis Jules Jenouvrier est le fils de Léonard Jenouvrier, notaire, et d'Anne Julie Clément. 
Avocat à Rennes, il est bâtonnier de 1888 à 1891. Il collabore aussi à des journaux et publie en 1906 un commentaire juridique de la loi de 1905 sur la séparation des églises et de l’État qui fait autorité. Il est sénateur d'Ille-et-Vilaine de 1907 à 1932, inscrit au groupe de la Gauche républicaine. Il intervient fréquemment et appartient aux commissions prestigieuses comme les Finances ou la législation. Il est vice-président du Sénat en 1921 et 1924. En 1932, il est doyen d'âge du Sénat.
Son hôtel particulier situé 41, boulevard de Sévigné à Rennes, a été construit entre 1876 et 1879 par Arthur Regnault.

## Sources
- « Léon Jenouvrier », dans le Dictionnaire des parlementaires français (1889-1940), sous la direction de Jean Jolly, PUF, 1960 [détail de l’édition]